# Lluïsa Cunillé i Salgado
Lluïsa Cunillé i Salgado   (Badalona, 28 d'octubre de 1961) és una dramaturga catalana.

## Trajectòria professional
L'any 1990 va iniciar la seva participació, durant tres anys, en els seminaris de dramatúrgia textual impartits per José Sanchis Sinisterra a la Sala Beckett de la ciutat de Barcelona, i és cofundadora amb Paco Zarzoso i Lola López de la "Companyia Hongaresa de Teatre" l'any 1995.
Al llarg de la seva carrera ha rebut el Premi Institució de les Lletres Catalanes de teatre l'any 1997 per la seva obra Accident, el Premi Ciutat d'Alcoi el mateix any per L'afer, el Premi Ciutat de Lleida de teatre el 1998 per Dotze treballs i el Premi Ciutat de Barcelona de teatre el 2005 per Barcelona, mapa d'ombres. L'any 2007 ha estat guardonada amb el Premi Nacional de Teatre, concedit per la Generalitat de Catalunya, perquè amb un llenguatge personal implica el públic, referint-se a la seva experiència íntima i col·lectiva, des d'un angle de perplexitat i sorpresa.
L'any 2004 participà en l'adaptació per al cinema de l'obra d'Eduard Márquez Febrer, duta al cinema per Sílvia Quer. El 2007 el realitzador Ventura Pons ha dut al cinema la seva obra Barcelona, mapa d'ombres en la pel·lícula Barcelona (un mapa), amb guió del mateix director.
El 2008 li va ser concedit el Premi Lletra d'Or al millor llibre en llengua catalana de l'any anterior pel text de l'obra Après moi, le déluge. Va ser el primer cop que el premi recaigué en un text teatral. El 2010 va rebre el Premi Nacional de Literatura Dramàtica del Ministeri d'Educació i Cultura. I l'any 2025 va rebre la Creu de Sant Jordi atorgada per la Generalitat de Catalunya com a reconeixement a la seva tasca.

## Teatre

### Obres realitzades
• 2024: L’últim dia (Sala Atrium)
- 2023: El Gos (dirigida per Albert Arribas a La Gleva Teatre)[5]
- 2021: L'Emperadriu del Paral·lel (dirigida per Xavier Albertí al Teatre Nacional de Catalunya).[6]
- 2021: El jardí (dirigida per Albert Arribas, dins del Cicle Lluïsa Cunillé, a la Sala Beckett).[7]
- 2021: La nit (dirigida per Lurdes Barba, dins del Cicle Lluïsa Cunillé, a la Sala Beckett).[8]
- 2021: Saturnal (dirigida per Jordi Prat i Coll, dins del Cicle Lluïsa Cunillé, a la Sala Beckett).[9]
- 2020: Massacre (dirigida per Tommy Milliot al Comédie-Française de París).[10]
- 2020: Els subornats (dirigida per Lurdes Barba a la Sala Beckett).[11]
- 2020: La comedia de maravillas (dirigida per Lluís Homar).[12]
- 2017: Islàndia (dirigida per Xavier Albertí al Teatre Nacional de Catalunya).[13]
- 2016: Sud. Sala La Planeta de Girona
- 2015: El temps. Teatro da Politécnica de Lisboa
- 2015: Serenata per a un país sense serenos (amb Paco Zarzoso). La Seca de Barcelona.
- 2015: El carrer Franklin
- 2007: Après moi, le déluge. Teatre Lliure
- 2006: La cantant calba al Mc Donald's. Teatre Lliure
- 2005: Occisió. Teatre Lliure
- 2005: El pianista (adaptació amb Xavier Albertí). Mercat de les Flors
- 2005: P.P.P. (dramatúrgia amb Xavier Albertí). Teatre Lliure
- 2004: El pes de la palla (dramatúrgia amb Xavier Albertí). Teatre Romea
- 2004: Barcelona, mapa d'ombres. Sala Beckett
- 2004: Vianants (amb Paco Zarzoso). Sala Beckett
- 2004: Il·lusionistes. Teatre Lliure.
- 2003: Aquel aire infinito. Casa de cultura de Sagunt
- 2002: Húngaros (amb Paco Zarzoso). Casa de cultura de Sagunt
- 2002: versió lliure de Troilo y Crésida, de William Shakespeare Festival Grec-Teatre Lliure
- 2002: Et diré sempre la veritat. Festival de tardor de Girona
- 2002: El aniversario. Sala Galileo de Madrid
- 2001: El gat negre. Teatre Malic
- 2001: Más extraño que el paraíso. Festival Grec-Convent dels Àngels
- 2000: Passatge Gutenberg. Teatre Tantarantana
- 2000: Viajeras (amb Paco Zarzoso). Sala Palmireno de València
- 1999: L'afer. Festival d'Alcoi
- 1999: La testimone. Pisa (Itàlia)
- 1999: La cita. Festival d'Edimburg i Festival Grec
- 1998: Privado. Sala Beckett
- 1998: Dotze Treballs. Teatre Internacional de Sitges
- 1998: Apocalipsi. Teatre Internacional de Sitges
- 1997: Dedins, defora. Festival Grec-Mercat de les Flors
- 1997: La venda. Festival Grec-Teatre Adrià Gual
- 1996: Accident. Mercat de les Flors
- 1996: Vacants. Sala Palmireno de València
- 1995: Aigua, foc, terra i aire. Sala Maria Plans de Terrassa
- 1995: Intemperie (amb Paco Zarzoso). Sala Moma de València
- 1994: Libración. Sala Beckett
- 1994: La festa. Teatre Romea
- 1994: Jòquer. Teatre Artenbrut
- 1993: Molt novembre, Institut del Teatre
- 1992: Rodeo, Mercat de les Flors

### Obres publicades
- Berna. Barcelona: Institut del Teatre, 1994
- Jòquer. Barcelona: Revista Escena, 1994
- Accident. Barcelona: Institut del Teatre, 1996
- L'aniversari. Barcelona: Institut del Teatre, 1996
- La festa. Barcelona: Lumen - Romea, Centre Dramàtic de la Generalitat de Catalunya, 1996
- Dotze treballs. Lleida: Pagès, 1998
- Apocalipsi. Barcelona: Proa - Teatre Nacional de Catalunya, 1998
- L'afer. Barcelona: Ed. 62, 1998
- La venda. Tarragona: Arola, 1999
- Passatge Gutenberg. Lleida: Pagès, 2000
- Vacants. València: Eliseu Climent / 3i4, 2000
- El gat negre. Lleida: Pagès, 2001
- Après moi, le déluge. Barcelona: Teatre Lliure, 2007
- Deu peces. Barcelona: Ed. 62, 2008
- El temps. Tarragona: Arola, 2011
- El alma se serena [amb Paco Zarzoso i Marta Pina]. Salamanca: Media Vaca, 2012.
- Húngaros. Murcia: Laborum, 2012.
- Fronteres [amb Falk Richter i Rafael Spregelburd]. Tarragona: Arola, 2014.
- El Gos. Tarragona: Arola Editors, 2023

## Guardons
Premis
- 1997: Institució de les Lletres Catalanes de teatre per Accident
- 1997: Ciutat d'Alcoi per L'afer
- 1998: Ciutat de Lleida de teatre per Dotze treballs
- 1999: Born de teatre per L'aniversari
- 2005: Ciutat de Barcelona de teatre per Barcelona, mapa d'ombres
- 2007: Max al millor autor en castellà per Barcelona, mapa de sombras
- 2007: Nacional de Cultura de teatre per La cantant calba al Mc Donald's
- 2008: Lletra d'Or per Après moi, le déluge
- 2010: Premi Nacional de Literatura Dramàtica (Ministeri d'Educació i Cultura).
- 2014: Premi Frederic Roda de textos teatrals per Boira[14]
- 2022: Premi Born de Teatre per El Gos[15]

Nominacions
- 2005: Max al millor autor en català o valencià per Et diré sempre la veritat